# NGC 601
NGC 601 је галаксија у сазвежђу Кит која се налази на NGC листи објеката дубоког неба.
Деклинација објекта је - 12° 12' 30" а ректасцензија 1h 33m 6,5s. Привидна величина (магнитуда) објекта NGC 601 износи 15,1 а фотографска магнитуда 16,1. NGC 601 је још познат и под ознакама MK 1000, NPM1G -12.0067, PGC 73980.